# محوطه کوره سر۲
محوطه کوره سر۲ مربوط به دوران‌های تاریخی پس از اسلام است و در شهرستان تنکابن، دهستان گلیجان، روستای لاکتراشان واقع شده و این اثر در تاریخ ۱۸ اردیبهشت ۱۳۸۰ با شمارهٔ ثبت ۳۷۸۳ به‌عنوان یکی از آثار ملی ایران به ثبت رسیده است.